# Melikşah
Melikşah es una película de aventuras de 1969 producida entre Turquía e Irán. Dirigida por Esmail Kousha, contó con las actuaciones de Cüneyt Arkin, Mohammad Abdi, Yasemin Alev y Cihangir Gaffari.

## Sinopsis
Alí debe escapar de su pueblo natal luego de meterse en serios problemas con los hombres del gobernador Emir. Más adelante se entera de la crueldad de Tugrul, quien trata muy mal a la gente del pueblo. Al querer dar aviso al sultán Malik Shah I, descubre que Tugrul es un enemigo muy poderoso que puede ponerlo en serios aprietos, e incluso ocasionarle la muerte.

## Reparto
- Cüneyt Arkın
- Niloofar
- Gülsüm Kamu
- Cihangir Gaffari
- Leman Öztürk
- Yasemin Alev
- Reşit Çıldam